# Бильбейс
Бильбе́йс (копт. Фелбс; араб. بلبيس‎) — город в Египте, в юго-восточной части дельты Нила, второй по величине город провинции Эш-Шаркия.

## История
Один из первых городов, захваченных арабским войском при Арабском завоевании Египта. По некоторым данным, в Бильбейсе была построена первая мечеть на Африканском континенте - мечеть Садат Курейш.
Город сыграл важную роль в борьбе за контроль над визиратом фатимидов: сначала в 1164, когда Асад ад-Дин Ширкух вместе со своим молодым племянником Салах ад-Дином Юсуфом был осаждён в городе объединёнными силами Шавара и Амори I Иерусалимского в течение трёх месяцев; затем в 1168, когда город был атакован армией Амори, который взял город через три дня, 4 ноября и устроил в городе резню. 
Кровавые зверства породили возмущение среди египтян-коптов, которые видели в крестоносцах избавителей, но пострадали не менее, чем мусульманское население Бильбейса. Копты перестали поддерживать крестоносцев и объединились со своими нехристианскими соседями против иноземцев. В 1798 укрепления города были отстроены по приказу Наполеона. Сегодня в Бильбейсе расположен комплекс академии ВВС Египта.

## Район
Район Бильбейса насчитывает 549 701 жителей (2002) и занимает площадь 1230 км². Район включает в себя 8 сельских общин, к которым относится 48 деревень и 381 мелкое поселение.